# Anske Hielke Kuipers

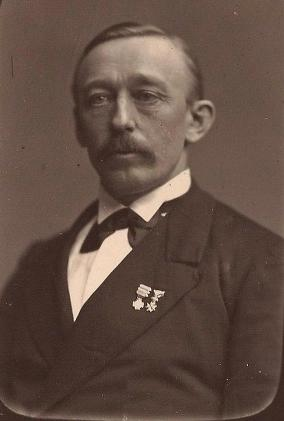
Anske Hielke Kuipers in ca. 1880

Anske Hielke Kuipers (Workum, 11 juli 1833 - 1902) was gezaghebber (kapitein) in dienst van de Gouvernementsmarine, een semi-militair onderdeel van de Zeemacht in Nederlands-Indië. In 1861 werd de doopsgezinde en niet erg militaristisch ingestelde Kuipers benoemd tot ridder in de Militaire Willems-Orde vierde klasse.

## Onderscheiding
In augustus 1859 kreeg Kuipers als gezaghebber van het met vier kanonnen bewapende ijzeren gouvernementsraderstoomschip Boni opdracht op Borneo het in handen van opstandelingen zijnde fort Tabano aan de rivier  Barito te verkennen. De plaatselijke bevolking van Dajaks was in opstand gekomen en had door verovering van het op de rivier vastgelopen marineschip Zr. Ms. Onrust het Nederlandse gezag getart. Volgens het officiële rapport dat aanleiding was voor het verstrekken van de hoge onderscheiding, had "Kuipers onder zwaar vijandelijk vuur zonder een oogenblik zijnen gevaarvollen post op de brug te verlaten voortdurend op de meest kalme en beleidvolle wijze gedurende de landing en het tweemaal passeren van het fort met zijn schip gemanoeuvreerd en vijandelijk vuur beantwoord". Men wist bij deze actie het geschut van de verloren gegane Onrust te heroveren.
Drie jaar later, in 1863, keerde een strafexpeditie van de Indische Militaire Marine terug naar dit gebied met de schepen Zr. Ms. Celebes, Zr. Ms. Montrado en Zr. Ms. Suriname. Tijdens deze expeditie werden alle kampongs van de opstandige Dajaks langs de rivier Barito in brand gestoken.